# پتیا پتکووا
پتیا پتکووا (انگلیسی: Petya Petkova؛ زادهٔ ۳ مهٔ ۱۹۹۱) بازیکن فوتبال اهل بلغارستان است.
وی همچنین در تیم ملی فوتبال Bulgaria بازی کرده‌است.